# Bolboceras quadrispinosum
Bolboceras quadrispinosum är en skalbaggsart som beskrevs av Luederwaldt 1929. Bolboceras quadrispinosum ingår i släktet Bolboceras och familjen Bolboceratidae. Inga underarter finns listade.